# Izquierda disidente
La Izquierda disidente (en italiano: Sinistra dissidente), comúnmente llamado La Pentarquía (en italiano: La Pentarchia) como sus cinco líderes, fue un grupo parlamentario progresista y radical activo en Italia durante las últimas décadas del siglo XIX.

## Historia
Surgió en 1880 del ala izquierda de los dos grupos parlamentarios dominantes, la Izquierda histórica, en oposición al trasformismo de Agostino Depretis. En las elecciones generales de 1880, el partido obtuvo el 19,7% de los votos y 119 escaños en la Cámara de Diputados.
La Pentarquía fue un grupo formado por Francesco Crispi y compuesto también por Giuseppe Zanardelli, Benedetto Cairoli, Giovanni Nicotera, Agostino Magliani, Alfredo Beccarini y Gabriele D'Annunzio. Inicialmente separado de la Izquierda en 1880, este grupo se volvió a fusionar con la Izquierda en 1887.

## Ideología
La Izquierda disidente apoyó políticas internas estatistas y progresistas, expansionistas y políticas exteriores germanófilas, así como políticas económicas proteccionistas. La mayoría de estas políticas serían implementadas por Francesco Crispi cuando se convirtió en Primer Ministro en la década de 1890.

## Resultados electorales
| Cámara de Diputados |              |      |         |     |                     |
| Año electoral       | Votos        | %    | Escaños | +/− | Líder               |
| 1880                | 70.479 (3.º) | 19,7 | 119/508 | –   | Giuseppe Zanardelli |
| 1882                | 43.429 (4.º) | 3,7  | 19/508  | 100 | Giuseppe Zanardelli |
| 1886                | 71.632 (4.º) | 5,1  | 26/508  | 7   | Giuseppe Zanardelli |